# Comuna Harkușînți, Mirhorod
Harkușînți (în ucraineană Гаркушинці) este o comună în raionul Mirhorod, regiunea Poltava, Ucraina, formată din satele Harkușînți (reședința) și Rîbalske.

## Demografie
Componența lingvistică a comunei Harkușînți
     Ucraineană (96,42%)
     Rusă (3,45%)
     Alte limbi (0,06%)
Conform recensământului din 2001, majoritatea populației comunei Harkușînți era vorbitoare de ucraineană (96,42%), existând în minoritate și vorbitori de rusă (3,45%).